# Iranska azerbajdzjaner
Iranska azerbajdzjaner (azerbajdzjanska: İran azərbaycanlıları; persiska: آذربایجانلیلار) även kända som sydazerer, sydazerbajdzjaner eller persiska azerer, är iranier av azerbajdzjansk etnicitet, talar azerbajdzjanska språket som modersmål och bor i nordvästra Iran; Tabriz klassas som deras huvudstad. Iranska azerbajdzjaner är av indoeuropeisk härkomst.
Iranska azerbajdzjaner finns främst i och är infödda i den iranska Azerbajdzjan-regionen inklusive provinserna (Östra Azerbajdzjan, Ardabil, Zanjan, Västra Azerbajdzjan)och i mindre antal, i andra provinser som Kurdistan, Qazvin, Hamadan, Gilan, Markazi och Kermanshah. Iranska azerbajdzjaner utgör också en betydande minoritet i Teheran, Karaj och andra regioner. Iranska Azerbajdzjaner tillhör den shiitiska grenen av islam; de är kända för att konverterat hela Persien till shiaislam som senare blev landets statsreligion.

## Historia

### Antiken
Området var ända sedan tidig forntid en genomfartsplats för en mängd folk som invandrat från nuvarande Centralasien till Medelhavsområdet omkring 4000 f.Kr.. Dess historia har därför varit instabil och splittrad, men det har även funnits perioder med en enad statsbildning. Antika Azerbajdzjan hette tidigare Albanien år 400 f.Kr. och azererna kallades för albaner, först under persiskt välde, sedan under Makedonien. Det makedonska väldet låg dock för långt borta för att styret skulle vara annat än formellt, och Albania var därför i realiteten självständigt. 305 f.Kr. bildades också det grekisk-hellenistiska kungadömet Atropathene.
Den nya överhögheten stod från 190 f.Kr.Armenien för, därpå återigen Iran. Azerbajdzjan plågades under denna tid svårt av härjningar av centralasiatiska turkiska stammar som ödelade landet upprepade gånger från 200-talet och framåt.
En stor förändring var att riket Albania blev kristet år 400. Det hade tidigare under nästan hela sin historia varit zoroastriskt. Azerbajdzjan kallades nu Achvank.

### Medeltiden
Safavidriket var ett shiitisk rike av kurdiskt och azeriskt ursprung som styrde Persien och konverterade stora delar av mellan östern till shiaislam under kung Ismail I. Safaviderna hade en mycket stark militärmakt och kunde genom denna kontrollera riket. Namnet kommer av Safi-al-din, som levde i slutet av 1200- och början av 1300-talet, och som ses som grundaren till sufiorden Safavidorden. Under Safavidernas tid ändrades dåvarande Persiska rikets huvudstad från Isfahan till Ardabil, i nuvarande iranska regionen Azarbaijan. Safaviderna bidrog till Irans renässans inom litteratur, konst, poesi och arkitektur.
Under ett par korta perioder kontrollerade safaviderna även territoriet motsvarande nuvarande Irak, från början av 1500-talet till 1534 och åren 1623–1638, efter vilka Osmanska riket tog makten i området.

## Politik och samhälle
Generellt sett betraktades iranska azerbajdzjaner som "en väl integrerad språklig minoritet" av akademiker före Irans islamiska revolution. Trots friktion kom de att vara väl representerade på alla nivåer av "politiska, militära och intellektuella hierarkier, såväl som den religiösa hierarkin.Dessutom är Irans nuvarande högsta ledare, Ali Khamenei halv azerbajdzjansk. Iranska staten och dess politik under de senaste 40 åren har varit en av panislamism, som är baserad på en gemensam islamisk religion som olika etniska grupper kan vara en del av, och som inte gynnar eller förtrycker någon särskild etnicitet, inklusive den persiska majoriteten.

## Kultur
Iranska azerbajdzjaner, ett azerisktalande folk, är kulturellt en del av det iranska folket och har påverkat den iranska kulturen. Samtidigt har de påverkat och påverkats av sina icke-iranska grannar, särskilt kaukasier och ryssar. Azerbajdzjansk musik är distinkt musik som är tätt kopplad till musiken från andra iranska folk, såsom persisk musik och kurdisk musik, och även de kaukasiska folkens musik. Även om det azerbajdzjanska språket inte är ett officiellt språk i Iran, används det ofta, mestadels muntligt, bland iranska azerbajdzjaner.

## Tidigare flaggor

Äldre flagga.
Äldre flagga från Safaviderna.
Äldre flagga under Kung Ismail I.
Äldre flagga från folkrepubliken Azerbajdzjan 1946.